# Nationale 1 1976-1977
La Nationale 1 1976-1977 è stata la 55ª edizione del massimo campionato francese di pallacanestro maschile. La vittoria finale è stata ad appannaggio dell'ASVEL.

## Risultati

### Stagione regolare
|     | Squadra           | G  | V  | N | P  | PF   | PS   | P.ti | Qualificazione            |
| --- | ----------------- | -- | -- | - | -- | ---- | ---- | ---- | ------------------------- |
| 1.  | ASVEL             | 30 | 24 | 0 | 6  | 2955 | 2580 | 78   |                           |
| 2.  | Caen              | 30 | 22 | 2 | 6  | 2886 | 2513 | 76   |                           |
| 3.  | SCM Le Mans       | 30 | 19 | 1 | 10 | 2845 | 2686 | 69   |                           |
| 4.  | Nizza             | 30 | 18 | 2 | 10 | 2729 | 2565 | 68   |                           |
| 5.  | Berck BC          | 30 | 18 | 1 | 11 | 2826 | 2697 | 67   |                           |
| 6.  | Orthez            | 30 | 16 | 3 | 11 | 2775 | 2761 | 65   |                           |
| 7.  | ASPO Tours        | 30 | 16 | 2 | 12 | 2880 | 2825 | 64   |                           |
| 8.  | Olympique Antibes | 30 | 17 | 0 | 13 | 3004 | 2988 | 64   |                           |
| 9.  | Bagnolet          | 30 | 15 | 0 | 15 | 2700 | 2898 | 60   |                           |
| 10. | Monaco            | 30 | 15 | 0 | 15 | 2549 | 2566 | 60   |                           |
| 11. | Clermont-Ferrand  | 30 | 13 | 2 | 15 | 2882 | 2890 | 58   |                           |
| 12. | Challans          | 30 | 13 | 0 | 17 | 2485 | 2502 | 56   |                           |
| 13. | CRO Lione         | 30 | 9  | 4 | 17 | 2537 | 2696 | 52   | retrocesse in Nationale 2 |
| 14. | Stade français    | 30 | 8  | 3 | 19 | 2563 | 2717 | 49   | retrocesse in Nationale 2 |
| 15. | Tarare            | 30 | 4  | 0 | 26 | 2607 | 2931 | 38   | retrocesse in Nationale 2 |
| 16. | Valenciennes      | 30 | 3  | 0 | 27 | 2698 | 3106 | 36   | retrocesse in Nationale 2 |

| Nationale 1 1976-1977 |
| --------------------- |
| ASVEL 14º titolo      |

## Formazione vincitrice
| N° | Naz.                   | Ruolo | Sportivo      |  | Alt. |  |
| -- | ---------------------- | ----- | ------------- |  | ---- |  |
|    | Francia (bandiera)     | P     | Alain Gilles  |  | 188  |  |
|    | Francia (bandiera)     | C     | Daniel Haquet |  | 202  |  |
|    | Stati Uniti (bandiera) | GA    | George Carter |  | 193  |  |
|    | Stati Uniti (bandiera) | GA    | Bob Lackey    |  | 193  |  |